# Мудренко Олександр Юрійович
Олександр Юрійович Мудренко — старший солдат Збройних Сил України, учасник російсько-української війни, що загинув у ході російського вторгнення в Україну в 2022 році.

## Життєпис
Народився в м. Радомишлі на Житомирщині. 
Старший солдат, танкіст підрозділу 58 ОМПБр. На військовій службі за контрактом в ЗС України перебував з вересня 2020 року.
Загинув 9 березня 2022 року в боях з російськими окупантами на околиці с. Количівки на Чернігівщині (на момент загибелі мав вік 23 роки). Під час бою в танк, на якому перебував військовослужбовець, влучила російська міна. В результаті вибуху і  падіння з танку, прикрив собою піхотинця, який стояв біля танку, тим самим врятував життя своєму побратимові. Місце загибелі сина мати знайшла завдяки місцевим жителям. Похований в рідному місті Радомишлі. Нагороджений орденом «За мужність» III ступеня (посмертно).

## Нагороди
- орден «За мужність» III ступеня (2022, посмертно) — за особисту мужність і самовіддані дії, виявлені у захисті державного суверенітету та територіальної цілісності України, вірність військовій присязі.

## Вшанування пам'яті
У вересні 2022 року, за участі рідних та представників ОК «Північ» і 58 ОМПБр, на місці загибелі Олександра Мудренка в с. Количівці, біля зруйнованого продовольчого магазину, було встановлено хрест з фотографією загиблого Героя та піднято Український прапор. У майбутнього на цьому місці з‘явиться меморіальна дошка.